# Coalizione pan-verde
La Coalizione pan-verde o Forza pan-verde (cinese: 泛綠軍; pinyin: Fànlǜjūn), è un'alleanza politica informale dell'inizio del XXI secolo a Taiwan, composta dal Partito Progressista Democratico (DPP), dall'Unione per la Solidarietà di Taiwan (TSU), e dal Partito per l'Indipendenza di Taiwan (TAIP). Il nome viene dai colori del Partito Democratico Progressista, che alle sue origini ha adottato il verde in parte in ragione della sua associazione con il movimento ecologista. In contrasto con la Coalizione pan-azzurra, la coalizione pan-verde tende a favorire l'indipendenza di Taiwan all'unificazione di Taiwan e della RPC, benché i membri delle due coalizioni abbiano moderato le loro politiche per sedurre gli elettori del centro.
Questa strategia è aiutata dal fatto che gli elettori taiwanesi in genere non votano per un partito in funzione della politica delle relazioni con la Cina continentale; ciò vale particolarmente per gli elettori indecisi. I partiti che hanno formato la Coalizione pan-verde hanno grandemente beneficiato della percezione di essere meno corrotti del partito governativo Kuomintang.
La Coalizione pan-verde si è formata dopo le elezioni presidenziali del 2000, vinte da Lee Teng-hui, che è stato escluso dal Kuomintang e ha creato il proprio partito, il TSU, che mantiene un programma indipendentista.
Le dinamiche interne della Coalizione pan-verde sono diverse da quelle della Coalizione pan-azzurra. Contrariamente alla Coalizione pan-azzurra, che è composta da partiti di dimensione affine con ideologie molto simili, la Coalizione pan-verde è composta dal DPP, che è più grande e più moderato della TSU. Dunque, piuttosto che coordinare le strategie elettorali (ciò che fa la Coalizione pan-azzurra) la presenza della TSU impedisce al DPP di allontanarsi dalle sue radici per l'indipendenza di Taiwan. Nelle elezioni locali, la competizione tende ad essere rude tra i candidati della Coalizione pan-verde che non praticano la desistenza a favore dei partiti della coalizione.
Il Partito verde di Taiwan (GPT) non fa parte della Coalizione pan-verde.